# Jack Hewson
John G. "Jack" Hewson (7 de septiembre de 1924-26 de junio de 2012) fue un jugador de baloncesto estadounidense que disputó una temporada en la NBA, jugando el resto de su carrera la ABL. Con 1,98 metros de estatura, jugaba en la posición de ala-pívot.

## Trayectoria deportiva

### Universidad
Jugó durante su etapa universitaria con los Owls de la Universidad de Temple, donde fue el máximo anotador de su equipo en sus dos últimas temporadas, promediando en 1946 11,8 puntos por partido, y siendo elegido en el mejor quinteto de las universidades de la ciudad de Filadelfia.

### Profesional
Tras jugar una temporada en los Philadelphia Sphas de la ABL, en la que acabó como tercer mejor anotador de la liga, con 13,8 puntos por partido, con los que jugó una temporada en la que promedió 2,7 puntos por partido.
Tras ser despedido, regresó a la ABL, fichando por los Trenton Tigers, donde fue el mejor anotador de su equipo y el segundo de la liga con 19,0 puntos por partido. Jugó dos temporadas más en la liga antes de retirarse definitivamente.

## Estadísticas de su carrera en la NBA

### Temporada regular
| Año     | Equipo | PJ | TC%  | TL%  | APP | PPP |
| ------- | ------ | -- | ---- | ---- | --- | --- |
| 1947–48 | Boston | 24 | .247 | .700 | 0.0 | 2.7 |
| Total   | Total  | 24 | .247 | .700 | 0.0 | 2.7 |